# Кастеллетто-ди-Брандуццо
Кастеллетто-ди-Брандуццо (итал. Castelletto di Branduzzo) — коммуна в Италии, находится в регионе Ломбардия, в провинции Павия.
Население составляет 1090 человек (2008), плотность населения составляет 95 чел./км². Занимает площадь 11 км². Почтовый индекс — 27040. Телефонный код — 0383.
Покровителями коммуны почитаются святые Сир и Альберт, празднование в первое воскресенье августа.

## Демография
Динамика населения:

## Администрация коммуны
- Официальный сайт: http://www.comune.castellettodibranduzzo.pv.it/ Архивная копия от 13 февраля 2010 на Wayback Machine